# Pupendo
Pupendo – czeski komediodramat z 2003 roku w reżyserii Jana Hřebejka, zrealizowany na podstawie książek Petra Šabacha Opile banany oraz fragmentu Gówno się pali. 

## Fabuła
Film ukazuje trudności życia w politycznie spolaryzowanej Czechosłowacji lat 80. poprzez historię dwóch rodzin: opozycyjnego artysty-rzeźbiarza Bedřicha oraz oddanego komunistycznego partyjniaka, dyrektora szkoły podstawowej Břečki.

## Obsada
- Bolek Polívka – Bedřich Mára
- Eva Holubová – Alena Márová
- Jaroslav Dušek – Míla Břečka
- Jiří Pecha – Alois Fábera
- Vilma Cibulková – Magda Břečková
- Lukáš Baborský – Matěj Břečka
- Vojtěch Svoboda – Bobeš Mára
- Nikola Pešková – Pavla Břečková
- Matej Nechvátal – Honza Břečka
- Jan Drozda – Jirka Ptáčník
- Pavel Liška – Vláďa Ptáčník
- Bohumil Klepl – Motyčka
- Boris Hybner – Krause

## Produkcja
Zdjęcia kręcono w Pradze, m.in. w dzielnicy Lipence.